# Greg Bergdorf
Greg Bergdorf, né le 2 novembre 1973, est le guitariste principal du groupe de punk-rock américain Zebrahead, de 1996 à 2013. Il est remplacé par Dan Palmer, du groupe Death by Stereo.  Greg commença la guitare à l'âge de six ans. The Beatles, Van Halen, et Metallica font partie des groupes qui l'inspirent.

## Vie privée
Greg est marié à Tiffany Bergdorf a une fille se prénommant Audrey et réside à Roswell en Géorgie.